# Helen Logan (sceneggiatrice)
Helen Logan (Los Angeles, 13 dicembre 1906 – Los Angeles, 15 gennaio 1989) è stata una sceneggiatrice statunitense assunta alla Twentieth Century Fox, dove lavorò ad alcune serie di film come quella dedicata al personaggio di Charlie Chan.

## Filmografia
- Asegure a su mujer
- Il segreto delle piramidi (Charlie Chan in Egypt), regia di  Louis King (1935)
- Ladies Love Danger
- Happiness C.O.D.
- The Lady in Scarlet
- Rosa de Francia, regia di José López Rubio e Gordon Wiles (1935)
- Music Is Magic
- L'ora che uccide (Charlie Chan's Secret), regia di Gordon Wiles (1936)
- Here Comes Trouble, regia di Lewis Seiler (1936)
- Hitch Hike to Heaven
- Il terrore del circo
- La freccia avvelenata
- Back to Nature, regia di James Tinling (1936)
- Red Lights Ahead
- Laughing at Trouble
- Off to the Races
- That I May Live, regia di Allan Dwan (1937)
- Charlie Chan alle Olimpiadi (Charlie Chan at the Olympics), regia di  H. Bruce Humberstone (1937)
- Big Business, regia di Frank R. Strayer (1937)
- Born Reckless, regia di Malcolm St. Clair e Gustav Machatý (1937)
- Mezzanotte a Broadway
- Sotto la maschera (Big Town Girl), regia di Alfred L. Werker (1937)
- La valigia dei venti milioni
- Love on a Budget
- A Trip to Paris
- Rascals
- Speed to Burn
- Down on the Farm, regia di Malcolm St. Clair (1938)
- Sharpshooters
- Road Demon
- Pardon Our Nerve
- Chasing Danger
- Susanna e le giubbe rosse
- The Escape, regia di Ricardo Cortez (1939)
- Too Busy to Work, regia di Otto Brower (1939)
- Charlie Chan e la città al buio (City in Darkness), regia di Herbert I. Leeds (1939)
- The Honeymoon's Over
- The Man Who Wouldn't Talk
- La via delle stelle (Star Dust), regia di Walter Lang (1940)
- Charlie Chan's Murder Cruise
- Lucky Cisco Kid, regia di H. Bruce Humberstone (1940)
- Una notte a Broadway
- Addio Broadway!
- Serenata a Vallechiara (Sun Valley Serenade), regia di H. Bruce Humberstone (1941)
- Maja, la sirena delle Haway
- Baci carezze e pugni
- Tra le nevi sarò tua (Iceland), regia di H. Bruce Humberstone (1942)
- Vecchia San Francisco (Hello Frisco, Hello), regia di H. Bruce Humberstone (1943)
- Four Jills in a Jeep
- La fidanzata di tutti (Pin Up Girl), regia di H. Bruce Humberstone (1944)
- Something for the Boys
- Ogni donna ha il suo fascino
- If I'm Lucky, regia di Lewis Seiler (1946)
- Tre ragazze in blu (Three Little Girls in Blue), regia di H. Bruce Humberstone (1946)
- I'll Get By, regia di Richard Sale (1950)